# Olga Baïdar-Poliakoff
Olga Baïdar-Poliakoff, även Olga Varen, var en fransk skådespelare. Hon var syster till skådespelarna Odile Versois, Marina Vlady och Hélène Vallier. 

## Filmografi (urval)
- 1993 - Cible émouvante
- 1993 - La Joie de vivre,
- 1988 - Bonjour l'angoisse
- 1988 - Varats olidliga lätthet
- 1961 - J'ai huit ans
- 1955 - Stilettmordet
- 1954 - Giorni d'amore
- 1953 - Grand gala
- 1949 - Orage d'été